# Paracymbiomma una
Espèce
Paracymbiomma una est une espèce d'araignées aranéomorphes de la famille des Prodidomidae.

## Distribution
Cette espèce est endémique de Bahia au Brésil,. Elle se rencontre vers Una.

## Description
Le mâle holotype mesure 1,6 mm et la femelle paratype 1,88 mm.

## Systématique et taxinomie
Cette espèce a été décrit par Cizauskas, Brescovit, Rodrigues et Rheims en 2024.

## Étymologie
Son nom d'espèce lui a été donné en référence au lieu de sa découverte, Una.

## Publication originale
(juin 2024).
- Cizauskas, Brescovit, Rodrigues & Rheims, 2024 : « Description of the female of P. pauferrense Rodrigues, Cizauskas & Rheims, 2018 and three new species of Paracymbiomma Rodrigues, Cizauskas & Rheims, 2018 (Araneae: Prodidomidae) from Brazil. » Zootaxa, no 5474(3), p. 271-291.